# Arles
Arles (provanszálul: Arle) egy délkelet-franciaországi történelmi város. Franciaország kulturális és történelmi városa címet viseli.

## Története
Arles-t a görög gyarmatosítók alapították az i. e. 6. században Théliné néven. A települést i. e. 533-ban a kelta saluviusok csapatai foglalták el, akik hamar alkalmazkodtak a városi életformához. Ekkor kapta a település az Arelatum/Arelas nevet. (A későbbiekben a Rhône bal partján levő településrész Constantinus tiszteletére felvette a Constantia nevet.)
A rómaiak i. e. 123-ban foglalták el a várost, és Gallia Narbonensis provincia székhelyévé tették. i. e. 104-re elkészült egy, a várost a Földközi-tengerrel összekötő csatorna, amelynek köszönhetően a település jelentősége nagyban nőtt, de még mindig Massilia (Marseille) mögött maradt.
A polgárháborúban a város Julius Caesar mellé állt és katonai segítséget nyújtott a Pompeius elleni harcban, miközben a rivális város, Massilia Pompeiust támogatta. Miután Caesar győzedelmeskedett, dictatorként megfosztotta Massiliát privilégiumaitól, és Arelatumra ruházta őket, a várost pedig a VI. legio veteránjai coloniájává alakította.
Arelatum hamar kiemelkedő jelentőségű várossá alakult. Az 1. században komoly építkezések zajlottak a városban: színház (a század végén), amfiteátrum (90-es évek) épült, létrejött az Alyscamps temető, majd elkészült a Rhône folyó hídja is.
A kereszténység térnyerésével Arelatum fontos egyházi központ lett, a 4. században érsekség, több zsinatot is tartottak itt. „Gallia kis Rómája” az 5. század elején élte fénykorát. 80–100 ezer főre becsült, a mait jóval meghaladó lélekszámával a gallok legnépesebb városa volt.
A Római Birodalom bukása után a vizigótok foglalták el, ezzel kezdetét vette hanyatlása. Később, a Karoling-birodalmat felosztó verduni szerződést (843) követően a város az önálló Arlesi királyság, majd a provence-i grófok székhelye, egyszersmind érsekség is. A 12. században újjászülető város fellendülése azonban nem tartott sokáig. 1182-ben a provence-i grófok székhelyüket Aix-en-Provence-ba helyezték át. Miután a pápaság a közeli Avignon-ba "költözött" (1309), Arles megszűnt érsekségi székhely lenni, lakossága pedig a háborúk, a Rhône áradásai és különösen a pusztító pestis járványok (1348, 1398, 1450, 1481) hatására drámaian lecsökkent.
A 16. század első felében a város különösebb konfliktusok és háborúskodás nélkül fogadta el a Francia Királyság fennhatóságát. Ekkortájt kezdődtek a környező ingoványos részek lecsapolásának első komolyabb munkálatai. A század végétől a vallásháborúk, újabb természeti csapások és pestis járványok sújtották a várost. Különösen sok áldozatot szedett az 1721-es járvány.
A 19. század Arles számára is alapvető változásokat hozott. Kikötője gyors fejlődését az 1848-ban ide is elérkező vasút visszavetette, de ugyanakkor új iparágakat is teremtett. Megjelent az első gőzhajó, az utcai közvilágítás, két híd épül a folyón (az egyik a vasút számára, a másik az addigi hajóhidat váltotta fel) és elkezdődött a rakpartok kiépítése. Kialakultak a város ma is használt főbb útjai, fontos középületeket emeltek, az urbanizáció egyre gyorsult. Fokozatosan kibontották az addig betemetett vagy beépített antik emlékeket (elsősorban az amfiteátrumot) és megkezdődött a régi provanszál kultúra emlékeinek gyűjtése is.
A 20. század két nagy világégése Arles városát elkerülte. Fennmaradt műemlékei közül hetet vettek fel az UNESCO világörökség részeként nyilvántartott listájára.

## Gazdaság
Arles ipara hagyományosan a jó megközelíthetőségére és kedvező fekvésére épül. Itt találkozik a Rhône-mellék a Földközi-tenger vidékével. A Rhône mellett a várost érintő Párizs–Lyon–Marseille vasútvonal is nagy gazdasági jelentőséggel bír. Az 1960-as években történt nagyütemű iparosodás azonban elkerülte a települést, jelentőségéből sokat vesztett. Mára ismét fejlett és gyors ütemben tovább fejlődő gazdasággal büszkélkedhet Arles, ahol a modern szektorok nagy jelentőséget kapnak.
Arles kiemelkedően magas színvonalú mezőgazdasága igen jelentős, Bouches-du-Rhône megye szántóterületeinek mintegy fele a város közigazgatása alá tartozik. Arles kiemelkedő terménye a rizs, amely egyben nemzetközi hírnevet is kölcsönöz a városnak. A növénytermesztésben még a különböző gyümölcsök (alma, körte, őszibarack, sárgadinnye) és a tök termesztése jellemző. A város továbbá komoly szarvasmarha-, elsősorban bikaállománnyal rendelkezik, amelyet bikaviadalokon, illetve húsként hasznosítanak.
Arles-ban változatos ipari tevékenység folyik. Elsődleges színhelyei az ipari parkok, melyek leginkább a város északi részén találhatók.
A vegyipar kiemelkedő jelentőséggel bír. A környék sóbepárlóira alapozva étkezési sót, illetve vegyi anyagokat állít elő. A nehézipar másik ágazata Arles-ban a kazánkovácsolás. Az itt készült szerkezeteket a város kikötőjéből hajón szállítják, és világszerte értékesítik.
A könnyűipar egyik jelentős ágazata a csomagolóipar, amely mind a vegyipart, mind a rizsfeldolgozókat ellátja. A város kulturális hírnevére alapozva kulturális ipar is kifejlődött a városban. Ajándéktárgyak, különféle kiadványok és egyéb turisztikai árucikkek készítésével foglalkozik több kisvállalkozás is. Arles-ra nagyban jellemző továbbá az információs – elsősorban multimédiás és grafikus tevékenységek – is.
A legjelentősebb szektor mindazonáltal a kereskedelem és a szolgáltatás, mely elsősorban a turisztikára épül. A történelmi jelentőségű városban mind a látványosságok, mind a vendéglátó- és szórakozóhelyek, mind pedig a szállások száma igen magas, komoly bevételt hoznak a városnak. A város jelentős átmenőforgalma is lehetőséget nyújt számos kereskedelmi egység létrejöttére. Mind a kisebb, helyi és turisztikai igényeket kielégítő boltok, mind a bevásárlóközpontok nagy számban állnak a vevők rendelkezésére.

## Közigazgatás
Arles város több környező faluval – melyek közül Salin-de-Giraud a legjelentősebb – és tanyával együtt alkot egy kommunát, amely a legnagyobb területű Franciaországban.
Arles két kantonnak a székhelye: a város egy részét, Fontvieille-t és Saint-Martin-de-Craut tartalmazó Kelet-arles-i kantonnak és a város egy másik részét jelentő Nyugat-arles-i kantonnak. A város továbbá a székhelye az arles-i kerületnek, így alprefektúrával rendelkezik.

## Kultúra
A 19. századtól kezdve Arles-t pezsgő kulturális élet jellemzi.
1854 óta itt működik a provanszál nyelv és irodalom ápolására életre hívott Félibrige Alapítvány és irodalmi társaság. ("Félibre" provanszál nyelven költőt jelent.)
A számos kisebb művészeti galéria mellett Arles-nak több jelentős múzeuma is van.
- A Museon Arlaten – a provanszál kultúra nagy tárháza, melynek alapítása Frédéric Mistral Nobel-díjas író, nevéhez fűződik.
- A Réattu Múzeum – a város szépművészeti múzeuma, a Máltai Lovagrend XVI. században épült egykori kolostorának épületében.
- Az ókori Provence és Arles antik emlékeit bemutató múzeum, mely 1995-ben új, modern vonalú, külön e célra tervezett épületben kapott helyet.

A városnak két, állandó épülettel és társulattal rendelkező színháza van, de a turistaszezon idején a kínálat ennél jóval nagyobb. Folyamatosan zajlanak a különböző kulturális és közéleti események, melyek közül kiemelkedik a júliusban megrendezett Fotóművészeti Fesztivál, a szeptemberben megrendezett Rizsünnep, és népszerűek a hagyományos bikaviadalok is.
Arles sok művészt ihletett meg. A városban alkotott van Gogh, Jacques Réattu, majd Pablo Picasso. Alphonse Daudet Az arles-i lány című munkája alapján készült Georges Bizet háromfelvonásos operája.

## Nevezetességei
- Amfiteátrum
- Ókori színház
- Alyscamps temető
- A Fórum földalatti folyosói
- Constantinus fürdője

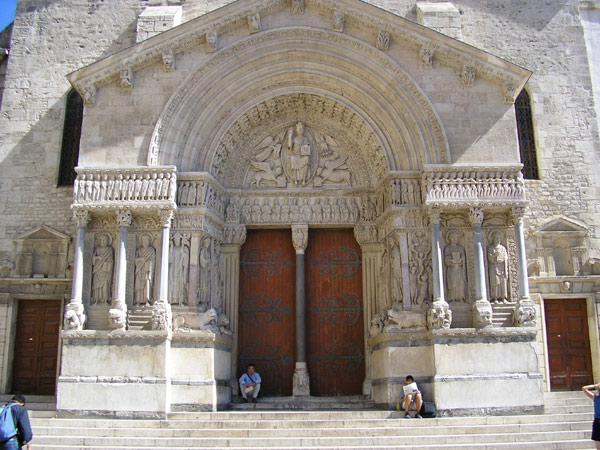
Arles, a Saint-Trophime templom kapuzata

- Saint-Trophime templom és kerengője
- Montmajour apátság
- Museon Arlaten
- van Gogh híd
- Espace Van Gogh (Volt arles-i kórház)
- Camargue Múzeum
- Réattu Múzeum
- Az ókori Arles Múzeuma

## Arles-i szülöttek
- Favorinus, filozófus
- Ennodius, egyházi író, szónok, költő
- II. Constantinus, uralkodó
- François Vautier, orvos, botanikus
- Jacques Réattu, festő
- Suzet Maïs, színésznő
- Louis Feraud, divattervező
- Lucien Clergue, fotográfus
- Christian Lacroix, divattervező
- Patrick De Carolis, műsorvezető, szerkesztő
- Djibril Cissé, labdarúgó

## Testvérvárosok
- Pszkov, Oroszország
- Fulda, Németország